# Die Chronik der Kent-Familie
Die Chronik der Kent-Familie ist eine Romanreihe von John Jakes. Die spielt in einer Zeitspanne etwa zwischen 1770 und 1900, größtenteils in den Vereinigten Staaten von Amerika. Sie schildert über mehrere Generationen die Schicksale der Familie Kent, stets im Kontext mit den historischen Ereignissen der damaligen Zeit. Der Amerikanische Unabhängigkeitskrieg, der Sezessionskrieg und die Anfänge der Gewerkschaftsbewegung sind nur drei Beispiele von historischen Ereignissen, in die Familienmitglieder der Kents verwickelt sind.

## Handlung
Philippe Charboneau ist der uneheliche Sohn der Französin Marie Charboneau, einer Schauspielerin und dem Briten James Amberly, dem Herzog von Kentland. Philippe wächst bei seiner Mutter in Frankreich auf. Da es einen Brief des Herzogs an Marie gibt, in dem Philippe ein beträchtlicher Erbteil des wohlhabenden James Amberly zugesichert wird, hofft Marie, dass es eines Tages wahr wird und ihr Sohn einmal in wohlhabenden Verhältnissen leben wird. Auf Grund einer Einladung des Herzogs reisen Philippe und seine Mutter nach England. Seine dortige Familie, Lady Jane und sein anderer Sohn Roger vereiteln durch eine List allerdings die Pläne des Herzogs und Philippe wird um sein Erbteil gebracht.
Philippe und Marie geben nicht so schnell auf und bleiben zunächst in England, wo Philippe Bekanntschaft mit Benjamin Franklin und des Buchdruckerhandwerks macht. Nachdem alle Bemühungen umsonst sind und es ihm unmöglich erscheint, an das Erbe seines Vaters zu kommen, entschließt sich Philippe, gegen den Willen seiner Mutter, nach Amerika in die neuen Kolonien auszuwandern. Marie fährt zwar notgedrungen mit, stirbt aber bei der Überfahrt. – In Amerika angekommen beschließt Philippe, sich eine neue Identität zuzulegen und nennt sich ab sofort Philip Kent – nach dem Titel seines Vaters.
Philip Kent lässt sich in Boston nieder, wo er eine Stellung als Buchdrucker findet. Er lernt Anne Ware kennen, die er später heiratet. Die beiden bekommen einen Sohn, Abraham Kent. Philip kämpft im Unabhängigkeitskrieg und ist dadurch einige Jahre von seiner Familie getrennt.

## Bände
Die Reihe besteht aus neun Bänden (bei einigen Verlagen wurden die Bände auch auf zwei Bücher aufgeteilt):
- 1. Der Bastard (Der Bastard / Das Komplott)
- 2. Der Rebell (Der Rebell / Die Armee)
- 3. Die Pioniere (Die Pioniere / Stimmen des Krieges; auch: Der Gefangene)
- 4. Die Rache
- 5. Die Titanen (Die Titanen / Auf nach Richmond)
- 6. Die Besiegten (Die Besiegten / Die Straße des Feuers)
- 7. Die Gesetzlosen
- 8. Der Ruf der Freiheit
- 9. Das Versprechen

## Verfilmungen
- The Bastard (1978)
- The Rebels (1978)
- The Seekers (1979)